# Amyema linophylla
Amyema linophylla là một loài thực vật có hoa trong họ Loranthaceae. Loài này được (Fenzl) Tiegh. mô tả khoa học đầu tiên năm 1894.